# Rio Pardo de Minas
Rio Pardo de Minas – miasto i gmina w Brazylii, w stanie Minas Gerais.